# أندرياس مارتن
أندرياس مارتن (بالألمانية: Andreas Martin)‏ هو كاتب أغاني ألماني، ولد في 23 ديسمبر 1952 في برلين في ألمانيا.

## وصلات خارجية
- الموقع الرسمي
- أندرياس مارتن على موقع IMDb (الإنجليزية)
- أندرياس مارتن على موقع ميوزك برينز (الإنجليزية)
- أندرياس مارتن على موقع ديسكوغز (الإنجليزية)
- أندرياس مارتن على موقع قاعدة بيانات الفيلم (الإنجليزية)